# Al-Hakim II
Pour les articles homonymes, voir Hakim.
Abû al-`Abbas Ahmad al-Hâkim bi-Amr Allah ou Al-Hâkim II (? -1352) est un calife abbasside au Caire de 1341 à 1352.

## Biographie
Abû al-`Abbas Ahmad est le petit-fils d'Ahmad al-Hâkim Ier et le fils d'Sulaymân al-Mustakfi Ier. En 1230, il a été évincé par le sultan mamelouk bahrite An-Nâsir Muhammad qui a imposé son cousin Al-Wâthiq Ier après la mort en exil à Qûs d'Al-Mustakfi Ier.
En 1341, An-Nâsir Muhammad décède et Al-Wâthiq Ier est démis et remplacé par Abû al-`Abbas Ahmad qui prend le titre d’Al-Hâkim bi-Amr Allah. Pendant son règne huit fils d'An-Nâsir Muhammad se succèdent sur le trône des sultans. En 1347, An-Nâsir al-Hasan, l'avant-dernier fils d'An-Nâsir Muhammad arrive au pouvoir, c'est celui qui règnera le plus longtemps dans cette fratrie.
En 1348, l'Égypte subit une épidémie de peste noire qui tue une grande partie de la population et ruine le pays. En 1351, le sultan An-Nâsir Muhammad est écarté au profit d'As-Sâlih Salâh ad-Dîn Sâlih, le dernier fils d'An-Nâsir Muhammad à régner. Son règne est assez bref, An-Nâsir Muhammad reprend le pouvoir en 1354.
Al-Hâkim II décède en 1352. Son frère Abû Bakr al-Mu`tadid Ier lui succède.